# Det store under
Det store under (originaltitel Sinners in Silk) er en amerikansk stumfilm fra 1924 instrueret af Hobart Henley.

## Medvirkende
- Adolphe Menjou som Arthur Merrill
- Eleanor Boardman som Penelope Stevens
- Conrad Nagel som Brock Farley
- Jean Hersholt som Dr. Eustace
- Edward Connelly som Bates
- Jerome Patrick som Jerry Hall
- John Patrick som Bowers
- Hedda Hopper som Mrs. Stevens
- Miss DuPont som Ynez